# Daphny van den Brand

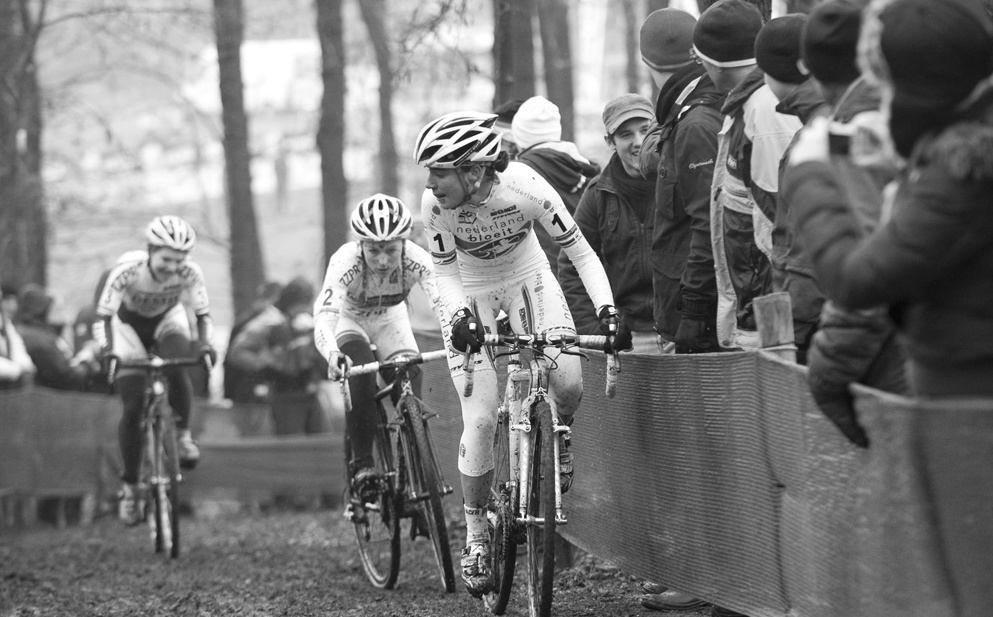
Daphny van den Brand con Marianne Vos e Sanne van Paassen nel 2010

Daphny van den Brand (Zeeland, 6 aprile 1978) è un'ex ciclocrossista, mountain biker e ciclista su strada olandese.

## Carriera
Daphny van den Brand ha mosso i suoi primi passi nel ciclismo all'età di otto anni. Ha vinto molte gare grazie ai suoi scatti.
Van den Brand si è in seguito unita alla squadra juniores olandese. Ha vinto la sua prima medaglia nel 1993, durante una gara di ciclocross a Sint-Michielsgestel dove è arrivata terza.
Il manager olandese Leo van Zeeland le chiese nel 1994 di correre in mountain bike. La van den Brand prese dunque parte a una gara a Bergschenhoek, concludendo in quinta posizione. Ha gareggiato a un'edizione dei campionati europei e mondiali di mountain bike juniores ed è arrivata settima in entrambe le gare.

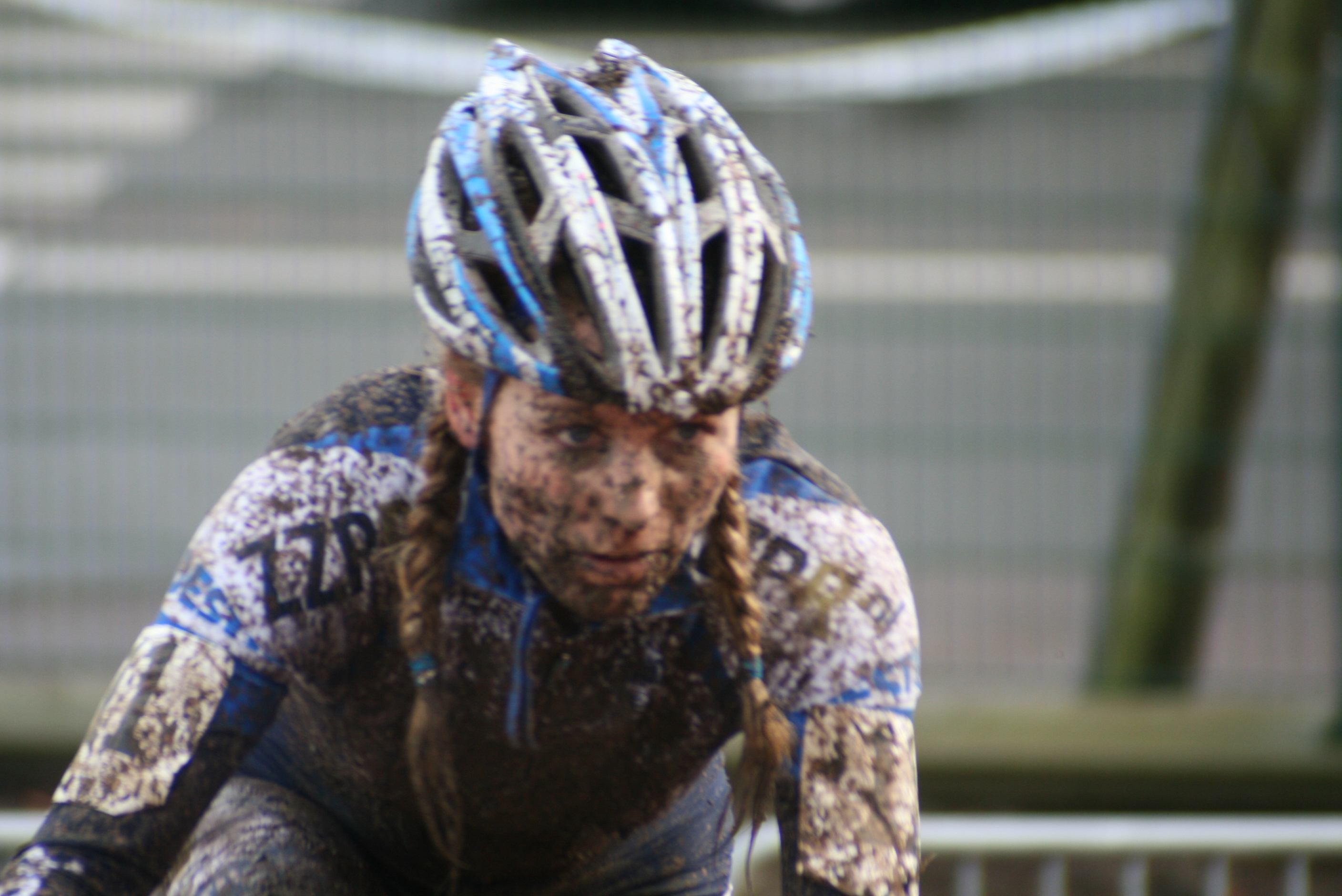
Daphny in una gara di ciclocross

La van den Brand si è quindi concentrata sulla mountain bike e sul ciclocross. Ha vinto otto campionati nazionali di ciclocross e il campionato del mondo di ciclocross nel 2003 a Monopoli. Ha anche vinto quattro medaglie mondiali di bronzo, un argento ai campionati europei nel 2005 e un oro ai campionati europei di ciclocross del 2006 UCI. In mountain bike, ha invece vinto una medaglia d'oro, una d'argento e una di bronzo nei campionati nazionali tra il 2001 e il 2003.

## Palmarès

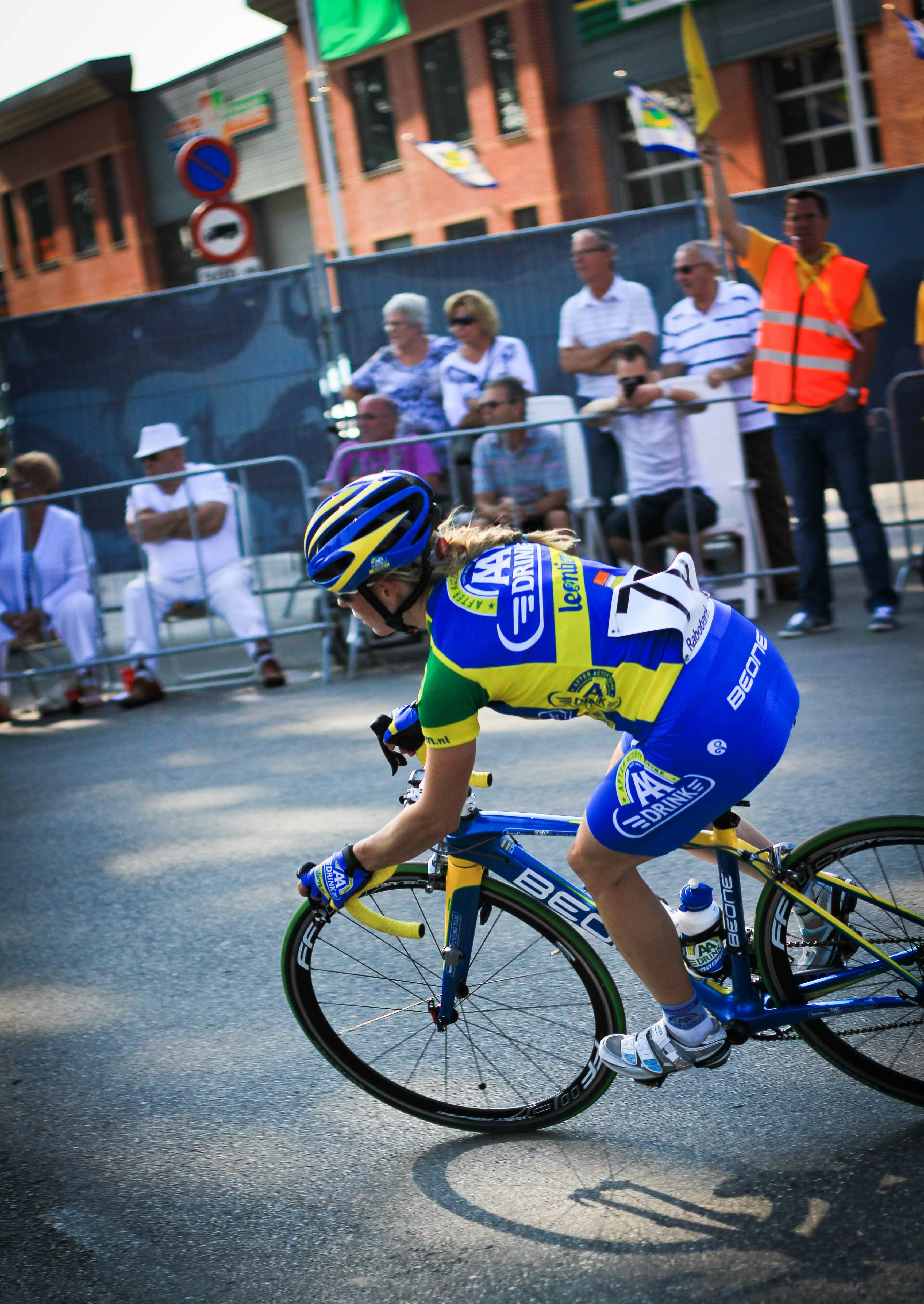
L'olandese in una gara di ciclismo su strada

1994
3^ nel campionato nazionale olandese di ciclocross
1997
1^ a Gieten
1998
1^ nel campionato nazionale olandese di ciclocross
1^ a Gieten
1999
1 ^ nel campionato nazionale olandese di ciclocross
1^ a Gieten
2000
3^ nel Campionato mondiale di Ciclocross
1^ nel campionato nazionale olandese di ciclocross
1^ a Gieten
2001
3^ nel Campionato mondiale di Ciclocross
1^ nel campionato nazionale olandese di ciclocross
1^ a Gieten
2002
2^ nel campionato nazionale olandese di Mountain bike
3^ nel Campionato mondiale di Ciclocross
1^ nel campionato nazionale olandese di ciclocross
1^ a Hoogerheide
2003
3^ nel campionato nazionale olandese di Mountain bike
1^ nel Campionato mondiale di Ciclocross a Monopoli
1^ nel campionato nazionale olandese di ciclocross
1^ a Hoogerheide
1^ a Torino
1^ in Vossem
1^ a Kalmthout
2004
2^ nel campionato nazionale olandese di ciclocross
1^  nel campionato nazionale olandese di mountain bike
1^ a Oostmalle
1^ a Pijnacker-Nootdorp
1^ a Milano
1^ a Kalmthout
1^ a Overijse
1^ a Loenhout
2005
1^ nel campionato nazionale olandese di ciclocross
1^ ad Amburgo
1^ a Kalmthout
1^ a Sint-Michielsgestel
1^ a Koppenberg
2^ nel campionato europeo ciclocross UCI a Pont-Chateau
1^ a Pijnacker-Nootdorp
1^ a Milano
1^ a Hofstade
1^ a Hooglede
2006
1^ nei Campionati europei di ciclocross UCI
1^ nel campionato nazionale olandese di ciclocross
1^ a Liévin
1^ a Hoogerheide
3^ nel campionato mondiale di ciclocross
1^ a Oostmalle
1^ a Harderwijk
1^ a Francoforte
1^ a Overijse
1^ a Veghel-Eerde
2007
1^ nel campionato europeo di ciclocross UCI
2008
1^ nel campionato nazionale olandese di ciclocross
2009
2^ nella Coppa del Mondo ciclocross UCI a Treviso

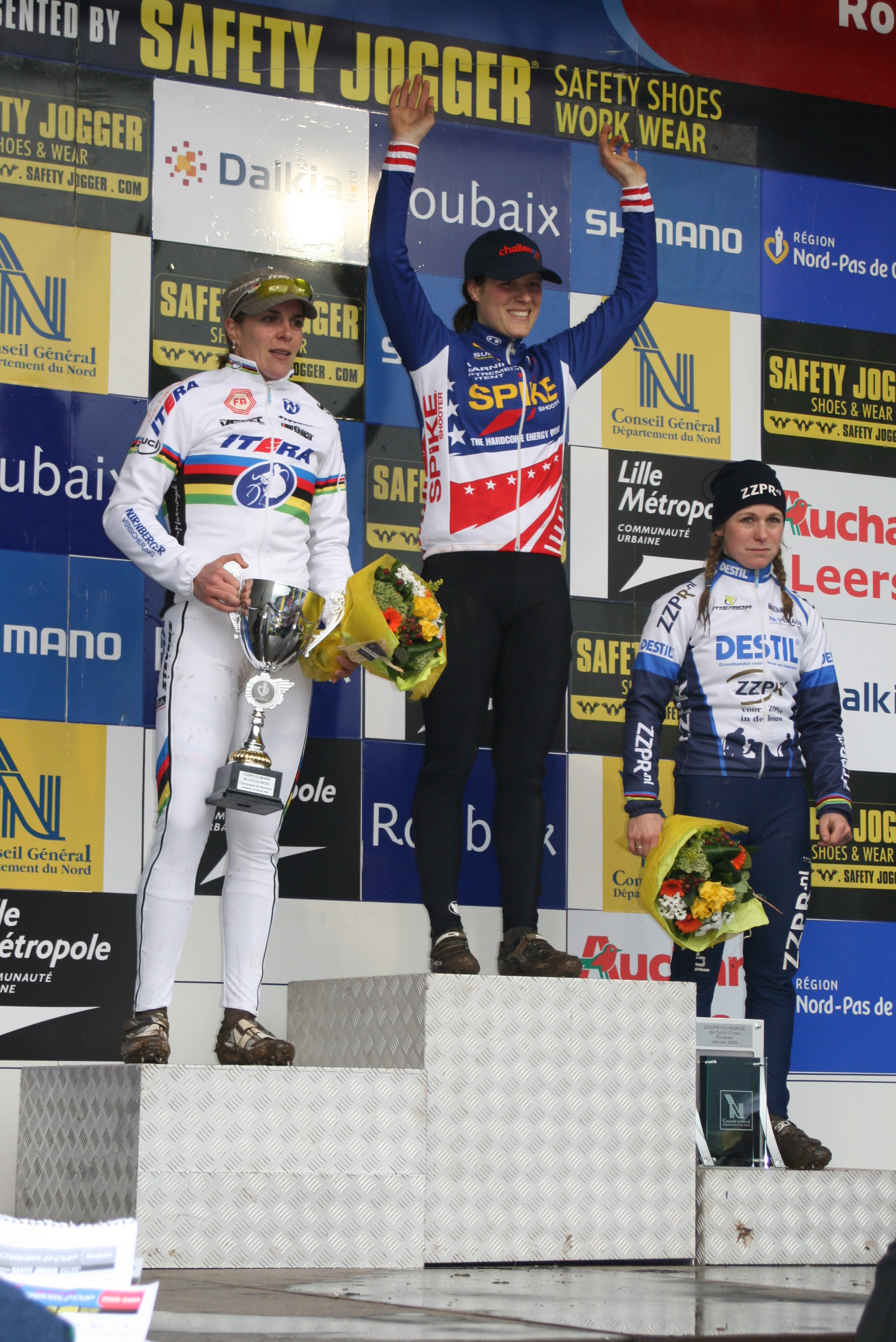
Van den Brand (a destra) sul podio a Roubaix

3^ a Roubaix